# انتخابات ریاست‌جمهوری سومالی (۲۰۲۲)
انتخابات ریاست جمهوری در سومالی در ۱۵ مه ۲۰۲۲ برگزار گردید. این انتخابات به طور غیرمستقیم و پس از انتخابات پارلمانی سومالی که از اول نوامبر ۲۰۲۱ آغاز شد، ادامه یافت و در ۱۳ آوریل ۲۰۲۲ به پایان رسید.
ابتدا قرار بود انتخابات در ۲۴ دسامبر ۲۰۲۱ به پایان برسد. اما تا ۲۵ دسامبر، تنها ۲۴ نماینده از ۲۷۵ نماینده انتخاب شده بودند و از طرف دیگر بحران سیاسی ادامه دار مسائل را پیچیده تر کرده بود. رئیس‌جمهور فعلی، محمد عبدالله محمد که از انتخابات فوریه ۲۰۱۷ بر سر کار بود و دوره او در ۸ فوریه ۲۰۲۱ به پایان می‌رسید. با اینحال دوره او تا پایان انتخابات تمدید شد. در ۱۰ ژانویه ۲۰۲۲، رهبران سومالی پس از تاخیرهای مکرر که ثبات این کشور را به خطر انداخته بود، اعلام کردند که برای تکمیل انتخابات ریاست‌جمهوری و پارلمانی تا ۲۵ فوریه به توافق رسیده‌اند. این توافق پس از چند روز گفتگو به میزبانی روبل با رهبران ایالتی با هدف پایان دادن به بن بست بر سر حوزه‌های رأی‌گیری به دست آمد. در ۲۵ فوریه، برگزاری انتخابات ریاست‌جمهوری به ۱۵ مارس موکول شد. در ۱۵مارس، انتخابات ریاست جمهوری مجدداً تا ۳۱ مارس به تعویق افتاد تا انتخابات پارلمانی تکمیل شود. در ۱۳ آوریل، انتخابات پارلمانی به پایان رسید. تاریخ انتخابات ریاست‌جمهوری پس از آن ۱۵ مه تعیین شد. صندوق بین المللی پول تهدید کرد که اگر دولت جدید تا پایان ماه مه ایجاد نشود، سومالی دریافت و دسترسی به بسته کمکی ۴۰۰ میلیون دلاری سه ساله را از دست خواهد داد.
پس از سه دور، انتخابات شامل ۳۶ نامزد برگزار شد. مقامات پارلمانی بیش از ۱۶۵ رای را به نفع حسن شیخ محمد شمارش کردند که بیش از تعداد مورد نیاز برای شکست رئیس‌جمهور فعلی بود. بنابر این شیخ محمد در یک انتقال مسالمت آمیز قدرت و پس از قبول شکست توسط رئیس‌جمهور فعلی و تبریک متقابل او، حسن شیخ محمد رئیس‌جمهور اعلام شد. برگزاری جشن پیروزی در بخش‌هایی از موگادیشو با صدای شلیک انجام شد. سازمان ملل متحد در سومالی از نتیجه انتخابات استقبال کرد و ماهیت «مثبت» روند انتخابات و انتقال مسالمت‌آمیز قدرت را ستود.

## پیشینه
آخرین انتخابات مستقیم چند حزبی در سومالی، انتخابات پارلمانی سال ۱۹۶۹ بود که بلافاصله پس از کودتای نظامی محمد زیادباره در اکتبر همان سال برگزار شد.